# 前田健 (野球)
前田 健（まえだ けん、1968年12月7日 - ）は、日本の野球専門のアスレティックトレーナー。野球トレーナー集団「ベースボールパフォーマンス」（Baseball Performance）代表。右投両打。埼玉県出身。血液型はB。身長は181cm、体重は82kg。

## 来歴・人物
城西大学付属川越高等学校、筑波大学体育専門学群卒業、筑波大学大学院体育研究科修士課程修了。高校・大学と野球部に所属した。高校時代から独自にトレーニング法を研究、大学→大学院で体育トレーニング論を専攻。
その後、日本石油（1999年より日石三菱、2002年より新日本石油）に入社してからは、9年間に渡り同社野球部のコンディショニングコーチを務めていた。2003年にプロ野球・阪神タイガースのトレーニングコーチ（一軍トレーニングコーチ）へ就任、翌2004年はファームトレーニングコーチ（二軍トレーニングコーチ）を務めた。阪神のコーチ就任は、2002年春季キャンプに招かれた手塚一志を通じてのものだった。2004年10月に退団。
退団後は、プロ・アマを問わないトレーナー集団「ベースボールパフォーマンス」を主宰するほか、ベースボールマガジン社のベースボール・クリニック誌2005年10月号から2009年4月号にかけて『ベースボールキネティックトレーニング』を連載。
PNF理論に精通。

## 詳細情報

### 背番号
- 91 （2003年 - 2004年）

## 関連情報

### 著書
- 『ピッチングメカニズムブック ピッチングの仕組み 理論編』（2010年2月、ベースボール・マガジン社発行） ISBN 978-4583102153
- 『ピッチングメカニズムブック 改善編』（2010年2月、ベースボール・マガジン社発行） ISBN 978-4583102405
- 『バッティングメカニズムブック 理論編（バッティングの仕組み）』（2013年6月、ベースボール・マガジン社発行） ISBN 978-4583105949
- 『バッティングメカニズムブック 改善編（動作改善ドリル集）』（2013年7月、ベースボール・マガジン社発行） ISBN 978-4583105956

## 参考資料
- 『12球団全選手カラー百科名鑑』各年版（2003年 - 2005年。いずれも『ホームラン』3月号増刊。日本スポーツ出版社発行）
- 関西テレビ放送スポーツ部プロ野球中継班編『阪神タイガース熱血ファンブック2004』（2004年5月15日、東邦出版発行）
- 外部リンク